# Yoanka González
González  Pérez est un nom espagnol. Le premier nom de famille, en général paternel, est González ; le second, en général maternel, souvent omis, est Pérez.
Pour les articles homonymes, voir González et Pérez.
Yoanka González Pérez (née le 9 janvier 1976) à Santa Clara, est une coureuse cycliste cubaine. Spécialiste de la piste, elle a été championne du monde du scratch en 2004 et a remporté la médaille d'argent de la course aux points aux Jeux olympiques de 2008 à Pékin.

## Palmarès sur piste

### Jeux olympiques
- Athènes 2004
  - 10e de la course aux points[1], [N 1].
- Pékin 2008
  -  Médaillée d'argent de la course aux points[2].

### Championnats du monde
- Bogota 1995
  - 19e de la poursuite individuelle (éliminée en qualifications)[3].

- Stuttgart 2003
  -  Médaillée de bronze de la course aux points[4].
  - 8e de la course scratch[5].

- Melbourne 2004
  -  Championne du monde du scratch[6].
  - 18e de la course aux points[7].

- Bordeaux 2006
  - 4e de la course aux points[8].
  - 19e de la course scratch[9].

- Manchester 2008
  - 5e de la course aux points[10].

- Apeldoorn 2011
  - 5e de la course aux points[11].
  - 17e de course scratch[12].

- Saint-Quentin-en-Yvelines 2015
  - 13e de la poursuite par équipes (avec Marlies Mejías, Yudelmis Domínguez et Yumari González)[13].

### Coupe du monde
- 2004
  - 3e de la course aux points à Moscou
  - 3e de la course aux points à Aguascalientes

- 2005-2006
  - 1re du scratch à Moscou
  - 2e de la course aux points à Moscou

- 2006-2007
  - Classement général de la course aux points
  - 1re de la course aux points à Manchester
  - 2e de la course aux points à Los Angeles
  - 2e de la course aux points à Moscou
  - 3e du scratch à Moscou

- 2007-2008
  - 2e de la course aux points à Pékin
  - 3e de la poursuite par équipes à Pékin

### Jeux panaméricains
- Mar del Plata 1995
  -  Médaillée d'argent de la poursuite

- Winnipeg 1999
  -  Médaillée de bronze de la poursuite

- Saint Domingue 2003
  -  Médaillée d'argent de la poursuite
  -  Médaillée de bronze de la course aux points

- Rio de Janeiro 2007
  -  Médaillée d'or de la course aux points

### Jeux d'Amérique centrale et des Caraïbes
- Ponce 1993
  -  Médaillée de bronze de la vitesse[14]
- Maracaibo 1998
  -  Médaillée de bronze de la poursuite[15]
- Carthagène des Indes 2006
  -  Médaillée d'or de la course aux points[16]
  -  Médaillée d'argent de la poursuite[15]

### Championnats panaméricains
- Bucaramanga 2000
  -  Médaillée d'argent de la course aux points
- Tinaquillo 2004
  -  Médaillée d'or de la poursuite individuelle
- São Paulo 2006
  -  Médaillée d'or de la course aux points
  -  Médaillée d'argent de la poursuite individuelle
  -  Médaillée d'argent du scratch
- Montevideo 2008
  -  Médaillée d'or du scratch
  -  Médaillée d'or de la course aux points
- Medellín 2011
  -  Médaillée d'or du scratch
- Aguascalientes 2014
  -  Médaillée d'argent de la poursuite par équipes

## Palmarès sur route
- 1994
  -  Championne panaméricaine du contre-la-montre par équipes (avec Yacel Ojeda, Tatiana Fernández et Dania Pérez)
  -  Médaillée de bronze de la course en ligne des championnats panaméricains
- 1997
  -  Médaillée de bronze de la course en ligne des championnats panaméricains
- 1998
  -  Médaillée d'argent de la course en ligne aux Jeux d'Amérique centrale et des Caraïbes[17]
- 1999
  -  Médaillée d'argent de la course en ligne aux Jeux panaméricains
- 2000
  -  Médaillée de bronze de la course en ligne des championnats panaméricains
- 2001
  -  Championne de Cuba sur route
  -  Championne de Cuba du contre-la-montre
- 2003
  -  Médaillée d'or de la course en ligne aux Jeux panaméricains
- 2004
  -  Médaillée d'or de la course en ligne aux championnats panaméricains
  -  Médaillée de bronze du contre-la-montre aux championnats panaméricains
- 2005
  - 2e du championnat de Cuba du contre-la-montre
- 2006
  -  Médaillée d'or de la course en ligne aux Jeux d'Amérique centrale et des Caraïbes[17]
  - 2e du championnat de Cuba sur route
- 2008
  -  Championne de Cuba du contre-la-montre
- 2014
  -  Championne de Cuba du contre-la-montre